# 연합규약 시대
연합규약 시대(Confederation period)란 미국 독립 전쟁 이후로부터 미국 헌법이 비준되기 이전인 1780년대의 미국을 가리킨다. 1781년, 미국은 연합규약을 비준하고 미국 독립 전쟁 중 영국군과 미국 대륙군 사이의 마지막 주요 지상 전투였던 요크타운 전투에서 승리했다. 미국의 독립은 1783년 파리 조약 (1783년) 서명으로 확인되었으나, 신생 미국은 효과적인 중앙 정부와 통일된 정치 문화의 부재로 인해 몇 가지 정치적 도전에 직면했다. 이 시기는 새로운, 보다 효과적인 연방 정부를 수립하는 것을 골자로 하는 미국 헌법이 비준된 1789년에 끝났다.
연합규약은 약한 연방 정부를 가진 주들의 느슨한 국가 연합을 수립했다. 대표자들의 회의는 그들이 대표하는 주들을 대신하여 행동했다. 공식적으로 연합 회의라고 불리는 이 단원제 기구는 권한이 거의 없었고, 주들과 독립적으로는 아무것도 성취할 수 없었다. 최고 행정관도, 사법 체계도 없었다. 의회는 세금을 부과하거나, 대외 또는 주간 상업을 규제하거나, 외국과 효과적으로 협상할 권한이 없었다. 의회의 약점은 그 당시의 주요 정치인들이 주 정부나 해외 공직에 봉사하면서 스스로 강화되었다. 연합 정부가 미국이 직면한 도전을 해결하지 못하자 개혁 요구와 빈번한 탈퇴 논의가 이어졌다.
파리 조약으로 미국은 대서양에서 미시시피강까지 이르는 광대한 영토를 얻었다. 애팔래치아산맥을 넘어선 영토 정착은 미국 원주민과 이웃한 외세인 그레이트브리튼 왕국과 스페인의 저항 때문에 부분적으로 어려움을 겪었다. 영국은 미국 영토에서 철수하기를 거부했고, 스페인은 미시시피강 통제를 이용하여 서부 정착을 방해했다. 1787년, 의회는 연방 정부의 통제하에 최초의 조직화된 영토를 수립함으로써 중요한 선례를 세운 북서부 조례를 통과시켰다.
의회의 연합규약 개정 노력이 실패한 후, 수많은 미국 지도자들은 1787년 필라델피아에서 새로운 헌법을 제정하기 위해 만났다. 새 헌법은 1788년에 비준되었고, 새로운 미국 연방 정부는 1789년에 회의를 시작하여 연합규약 시대를 마감했다.

## 배경

### 독립과 자치
렉싱턴 콩코드 전투로 미국 독립 전쟁이 1775년 4월 영국 통치에 대항하여 발발했다. 제2차 대륙회의는 1775년 5월에 모여 의회 자금으로 프렌치 인디언 전쟁에 참전했던 버지니아 출신 조지 워싱턴의 지휘 아래 군대를 창설했다. 1776년 7월 4일, 전쟁이 계속되는 가운데 영국 통치로부터의 독립을 선언하는 리 결의안을 지지한 지 이틀 후, 의회는 미국 독립선언을 채택했다. 의회가 독립을 선언하는 바로 그 시점에, 새로운 국가를 위한 헌법을 작성할 위원회도 구성했다. 의회 내 일부에서는 강력한 중앙 집권 국가를 희망했지만, 대부분의 미국인들은 입법권이 주로 주에 있기를 원했고 중앙 정부는 단순한 전시의 필요성으로 보았다. 그 결과물인 헌법은 연합규약으로 알려지게 되었으며, 주 정부를 강제할 권한이 거의 없는 약한 중앙 정부를 제공했다. 새 헌법의 첫 번째 조항은 새로운 연방의 이름을 아메리카 합중국으로 정했다.
존 디킨슨 (1732년)이 작성한 연합규약의 첫 번째 초안은 1776년 7월 12일 의회에 제출되었지만, 의회는 제안된 헌법을 1777년 11월까지 주에 보내지 않았다. 세 가지 주요 헌법적 문제가 의회를 분열시켰는데, 애팔래치아산맥 서쪽 땅에 대한 주장의 포함 여부, 새로운 의회에서의 주 대표, 그리고 주에 대한 세금이 노예를 고려해야 하는지 여부였다. 궁극적으로 의회는 각 주가 의회에서 한 표를 가지며 노예는 주세에 영향을 미치지 않기로 결정했다. 1780년까지, 전쟁이 계속되는 동안 메릴랜드를 제외한 모든 주가 조례를 비준했다; 메릴랜드는 다른 모든 주가 서부 영토에 대한 주장을 의회에 포기할 때까지 헌법 비준을 거부했다. 영국의 남부 전략의 성공과 미국의 프랑스 동맹국의 압력으로 버지니아는 오하이오강 북쪽의 주장을 양도하게 되었고, 메릴랜드는 1781년 1월에 마침내 조례를 비준했다. 새 헌법은 1781년 3월에 발효되었고 연합회의는 기술적으로 중앙 정부로서 제2차 대륙회의를 대체했지만, 실제로는 새 의회의 구조와 인원은 구 의회와 매우 유사했다.

### 미국 독립 혁명의 종말
1781년 9월 요크타운 전투에서 미국이 승리하고 1782년 3월 영국 총리 노스 경 프레더릭 노스의 내각이 붕괴된 후, 양측은 평화 협정을 모색했다. 미국 독립 전쟁은 1783년 파리 조약 서명으로 끝났다. 이 조약은 미국에 독립을 부여했으며, 오대호 남쪽에서 애팔래치아산맥 서쪽 미시시피강까지 이르는 광대한 지역의 통제권도 부여했다. 영국 의회가 1774년 퀘벡 법의 일부로 이 애팔래치아 너머 지역을 퀘벡주 (1763년~1791년)에 귀속시켰지만, 몇몇 주는 칙허장과 그 경계를 "바다에서 바다까지"로 정의한 공표에 기반한 이 지역에 대한 영토 주장을 가지고 있었다. 일부 미국인들은 이 조약이 플로리다의 획득을 제공하기를 바랐지만, 그 영토는 스페인에 반환되었다. 스페인은 미국과 프랑스와 함께 영국과의 전쟁에 참여했고 그 대가를 요구했다. 영국은 캐나다를 지키기 위해 강하게 싸웠고 성공했으며, 그래서 조약은 이를 인정했다.
당시 관찰자들과 이후의 역사가들은 영국의 관대한 영토 양보를 강조한다. 알보드, 할로우, 리치슨과 같은 역사가들은 영국의 관대한 영토 조항이 영국과 미국 간의 긴밀한 경제적 유대라는 국정가의 비전에 기반을 두었다고 강조했다. 이 조약은 미국의 인구 성장을 촉진하고 영국에 군사적 또는 행정적 비용 없이 영국 상인들에게 수익성 있는 시장을 창출하기 위해 고안되었다. 프랑스 외무장관 샤를 그라비에 드 베르젠이 나중에 말했듯이, "영국인들은 평화를 만드는 것이 아니라 사는 것이다".
이 조약은 또한 몇 가지 추가적인 문제를 다루었다. 미국은 1775년 이전에 발생한 부채를 인정하기로 합의했고, 영국은 미군 영토에서 병력을 철수하기로 합의했다. 미국인들이 대영 제국의 일원이었기 때문에 받았던 특권, 특히 지중해의 바르바리 해적으로부터의 보호는 더 이상 적용되지 않았다. 미국인과 영국인 모두 이러한 추가 조항을 일관되게 준수하지 않았다. 개별 주들은 왕당파 재산을 몰수하고 "미지급 채무"를 이유로 계속 몰수하는 것을 거부함으로써 조약 의무를 무시했다. 특히 버지니아와 같은 일부 주들은 영국 채권자에게 채무를 지불하는 것을 금지하는 법률을 유지했다. 영국은 종종 노예 철거에 관한 제7조 조항을 무시했다.

## 미국 지도부
"각 주는 주권, 자유, 독립 및 이 연방에 의해 연합 회의에 명시적으로 위임되지 않은 모든 권한, 관할권, 권리를 보유한다."

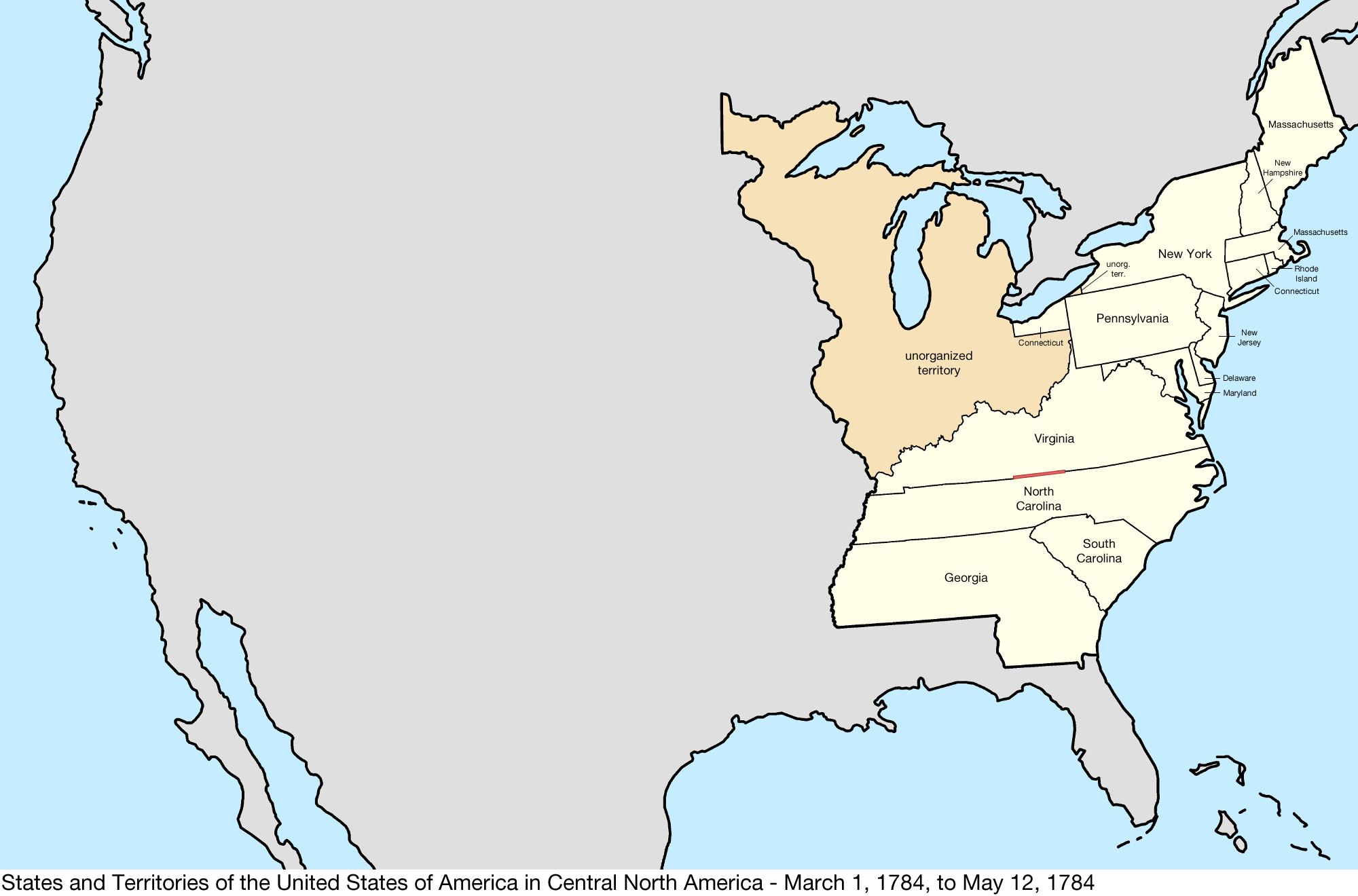
파리 조약 (1783년) 서명 이후의 미국

연합규약은 주들의 느슨한 연합을 창설했다. 연합의 중앙 정부는 입법 및 행정 기능을 가진 단원제 의회로 구성되었으며, 연합의 각 주에서 온 대표들로 이루어졌다. 의회는 주들이 이전에 왕과 의회에 속한다고 인정한 권한만을 받았다. 각 주는 크기나 인구에 관계없이 의회에서 한 표를 가졌고, 의회의 어떤 법안도 통과하려면 13개 주 중 9개 주의 찬성표가 필요했다. 조례를 개정하기 위한 어떤 결정도 주의 만장일치 동의를 요구했다. 각 주의 의회는 대표단에 여러 명의 의원을 임명하여 대표들이 주를 대표하지 않고도 집으로 돌아갈 수 있게 했다. 조례에 따라 주들은 의회의 동의 없이 다른 국가와 협상하거나 군대를 유지하는 것이 금지되었지만, 거의 모든 다른 권한은 주에 유보되었다. 의회는 세금을 징수할 권한이 없었으며, 자체 입법과 지시를 강제할 능력이 없었다. 따라서 의회는 주의 순응과 지원에 크게 의존했다.
연합규약의 원래 동기를 제공했던 독립 전쟁이 끝난 후, 의회의 실질적인 성과 달성 능력은 크게 약화되었다. 대략 60명의 대표 중 절반 이상이 어떤 시점에서도 의회 회의에 참석하는 경우가 거의 없어 정족수를 채우는 데 어려움이 있었다. 워싱턴, 존 애덤스, 존 핸콕, 벤저민 프랭클린과 같은 가장 저명한 미국 지도자들은 공직에서 은퇴하거나 해외 대표로 봉사하거나 주 정부에서 직책을 맡았다. 이 시기에 두각을 나타낸 지도자 중 한 명은 제임스 매디슨으로, 그는 1781년부터 1783년까지 연합회의에서 복무한 후 더 강력한 중앙 정부의 필요성을 확신하게 되었다. 그는 1780년대 남은 기간 동안 더 강력한 중앙 정부를 계속 요구했다. 의회는 1778년부터 1783년 6월까지 필라델피아에서 회의를 열었으며, 이후 필라델피아 군부 반란으로 인해 프린스턴 (뉴저지주)로 이전했다. 의회는 1785년 뉴욕에 정착하기 전에 아나폴리스 (메릴랜드주)와 트렌턴 (뉴저지주)에서도 회의를 소집했다. 의회 내 강력한 지도자의 부재와 이 기관의 무능력 및 유랑하는 특성은 워싱턴을 포함한 많은 미국 연방주의자들을 당황시키고 좌절시켰다. 의회의 약점은 또한 빈번한 탈퇴 논의를 야기했으며, 많은 이들은 미국이 뉴잉글랜드, 중부 대서양 주, 미국 남부, 그리고 애팔래치아 너머 지역으로 구성된 네 개의 연방으로 분열될 것이라고 믿었다.

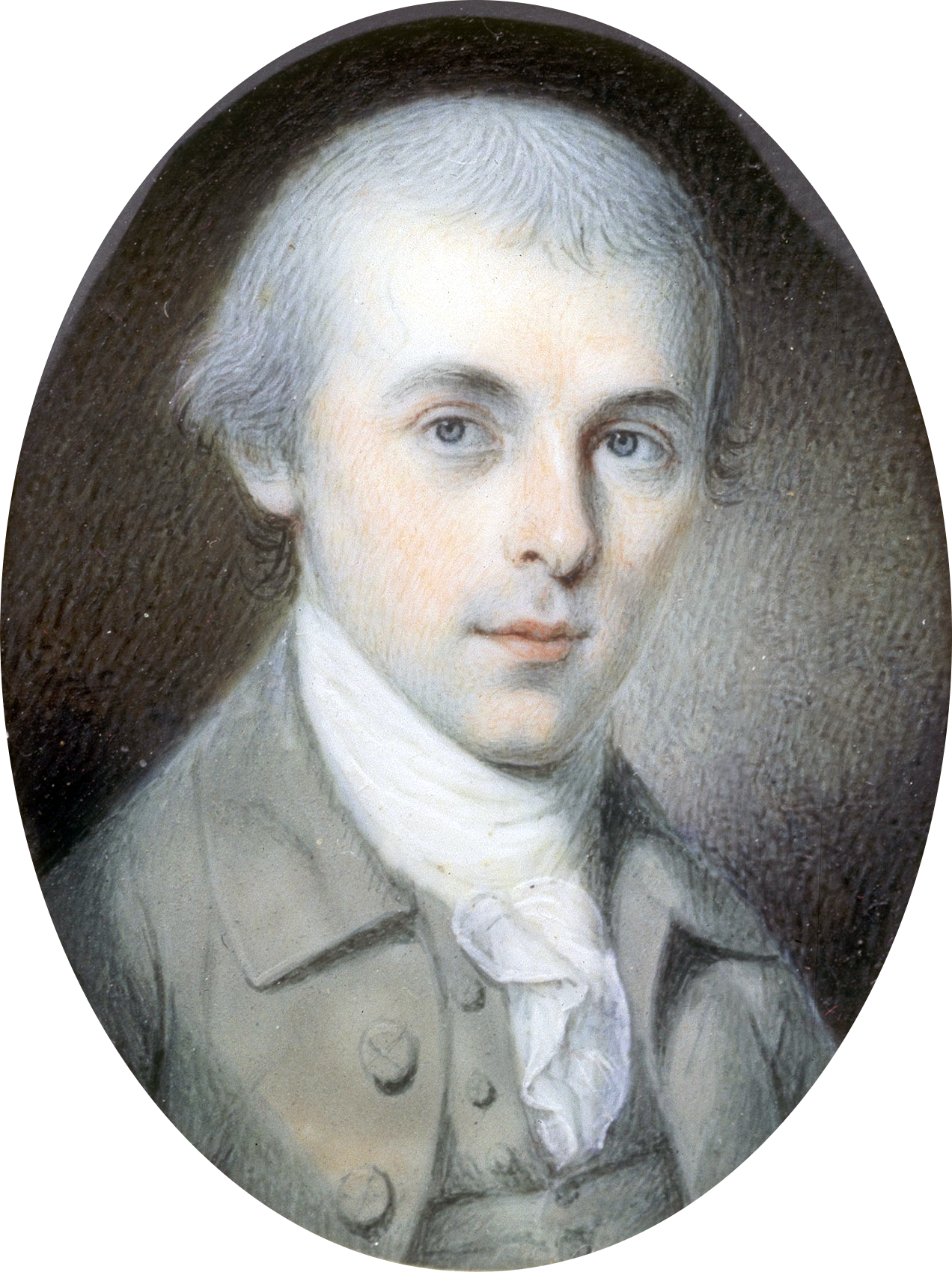
제임스 매디슨은 연합회의에서 복무하며 중요한 지도자로 부상했다.

연합회의는 연합규약에 의해 창설된 유일한 연방 정부 기관이었지만, 의회는 행정 및 사법 기능을 수행하기 위해 다른 기관들을 설립했다. 1780년, 의회는 연합규약 시대 동안 유일한 연방 법원으로 기능했던 나포사건 항소법원을 창설했다. 1781년 초, 의회는 외무, 전쟁, 재정을 담당하는 행정부를 창설했다. 네 번째 부서인 미국 우정청은 1775년부터 존재했으며 연합규약 하에서도 계속 기능했다. 의회는 또한 해군부 창설을 승인했지만, 알렉산더 맥두걸이 해군부 지휘를 거부한 후 해군 병력을 재정부 산하에 두기로 결정했다. 이 네 부서는 연방 공무원 관리를 담당했지만, 의회와 독립적으로는 거의 권한이 없었다. 펜실베이니아 상인 로버트 모리스는 1781년부터 1784년까지 재정감독관으로 재직했다. 모리스는 성공적인 사업으로 전쟁 중 다소 인기를 잃었지만, 의회는 그가 국가의 파탄적인 재정 상태를 개선할 수 있기를 바랐다. 그의 제안이 저지당하자, 모리스는 1784년 좌절하여 사임했고, 세 명으로 구성된 재무위원회가 그의 뒤를 이었다. 벤저민 링컨은 1781년부터 1783년 독립 전쟁이 끝날 때까지 전쟁장관으로 재직했다. 그는 결국 1785년부터 1789년까지 그 직책을 맡았던 헨리 녹스의 뒤를 이었다. 로버트 리빙스턴은 1781년부터 1783년까지 외무장관으로 재직했으며, 그는 1784년부터 1789년까지 재직했던 존 제이가 뒤를 이었다. 제이는 유능한 행정가임을 입증했으며, 재직 기간 동안 국가 외교를 통제했다. 에벤에저 해저드는 1782년부터 1789년까지 미국 우정청장으로 재직했다.

## 주 정부
| 주               | 총 인구   | 노예 인구 | 자유 인구 |
| ---------------- | --------- | --------- | --------- |
| 코네티컷         | 237,946   | 2,764     | 235,182   |
| 델라웨어         | 59,096    | 8,887     | 50,209    |
| 조지아           | 82,548    | 29,264    | 53,284    |
| 메릴랜드         | 319,728   | 103,036   | 216,692   |
| 매사추세츠       | 378,787   | 0         | 378,787   |
| 뉴햄프셔         | 141,885   | 158       | 141,727   |
| 뉴저지           | 184,139   | 11,423    | 172,716   |
| 뉴욕             | 340,120   | 21,324    | 318,796   |
| 노스캐롤라이나   | 393,751   | 100,572   | 293,179   |
| 펜실베이니아     | 434,373   | 3,737     | 430,636   |
| 로드아일랜드     | 68,825    | 948       | 67,877    |
| 사우스캐롤라이나 | 249,073   | 107,094   | 141,979   |
| 버지니아         | 691,737   | 287,959   | 403,778   |
| 총계             | 3,929,214 | 697,681   | 3,231,533 |

1776년 13개 식민지가 독립과 주권을 선언한 후, 각 식민지는 왕실 권한을 국민 통치에 기반한 기관으로 대체하는 과제에 직면했다. 정도는 다르지만, 주들은 전쟁 중과 전쟁 후에 평등주의를 수용했다. 각 주는 새로운 헌법을 작성했으며, 모두 선출된 행정부를 두었고, 많은 주에서 선거권을 크게 확대했다. 1776년 펜실베이니아 헌법은 아마도 이러한 헌법 중 가장 민주적이었는데, 모든 세금 납부 남성 시민에게 선거권을 부여했기 때문이다. 새로운 헌법 중 다수는 권리장전을 포함하여 출판의 자유, 표현의 자유, 배심 재판, 기타 자유를 보장했다. 영국으로부터의 독립을 위해 싸웠지만 사회 질서에 큰 변화를 지지하지 않았던 올리버 울콧과 같은 보수적인 애국자들은 하층 계급의 새로운 영향력과 상류층으로부터 독립적인 정치인들의 부상에 경고의 시선을 보냈다.
미국 독립 전쟁이 끝난 후, 주들은 다양한 개혁에 착수했다. 여러 주는 헌법에 종교의 자유를 명시했고, 모든 남부 주는 성공회의 국교 지위를 폐지했다. 여러 주는 주립 대학을 설립했으며, 사립 대학도 번성했다. 수많은 주는 사형 범죄의 수를 줄이기 위해 형법을 개혁했다. 북부 주들은 서부 정착지 접근을 제공하는 도로와 운하를 포함한 사회 기반 시설 프로젝트에 투자했다. 주들은 또한 노예제에 대한 조치를 취했는데, 이는 자신들이 폭정이라고 여긴 것에 맞서 싸웠던 세대에게 점점 더 위선적으로 보였다. 혁명 중과 혁명 후, 모든 북부 주는 점진적 해방이나 즉각적인 노예제 폐지를 규정하는 법률을 통과시키거나 법원 판결을 경험했다. 남부 주들은 해방을 제공하지 않았지만, 노예 무역을 제한하는 법률을 통과시켰다.
주들은 미국 독립 전쟁 중에 발생한 막대한 부채 부담을 계속 안고 있었다. 수입 관세로부터 수입을 얻었던 뉴욕과 펜실베이니아를 부분적으로 제외하면, 대부분의 주들은 수입을 개인세와 재산세에 의존했다. 전시 부채를 감당하기 위해 여러 주는 전쟁 이전보다 몇 배 높은 수준으로 세금을 인상해야 했다. 이러한 세금은 특히 농촌 지역에서 대중의 분노를 촉발시켰고, 매사추세츠에서는 셰이즈의 반란으로 알려진 무장 봉기로 이어졌다. 의회와 매사추세츠 정부 모두 반란을 진압할 수 없었기 때문에, 전 전쟁장관 벤저민 링컨은 사설 군대를 조직하여 반란을 종식시켰다.
영국은 파리 조약에서 버몬트에 대한 주장을 포기했지만, 버몬트는 미국에 가입하지 않았다. 버몬트 대부분은 14번째 주가 되기를 원했지만, 버몬트의 일부를 주장했던 뉴욕과 뉴햄프셔가 이러한 열망을 막았다. 1780년대 내내 버몬트는 버몬트 공화국으로 알려진 독립 국가로 활동했다.

## 재정 정책

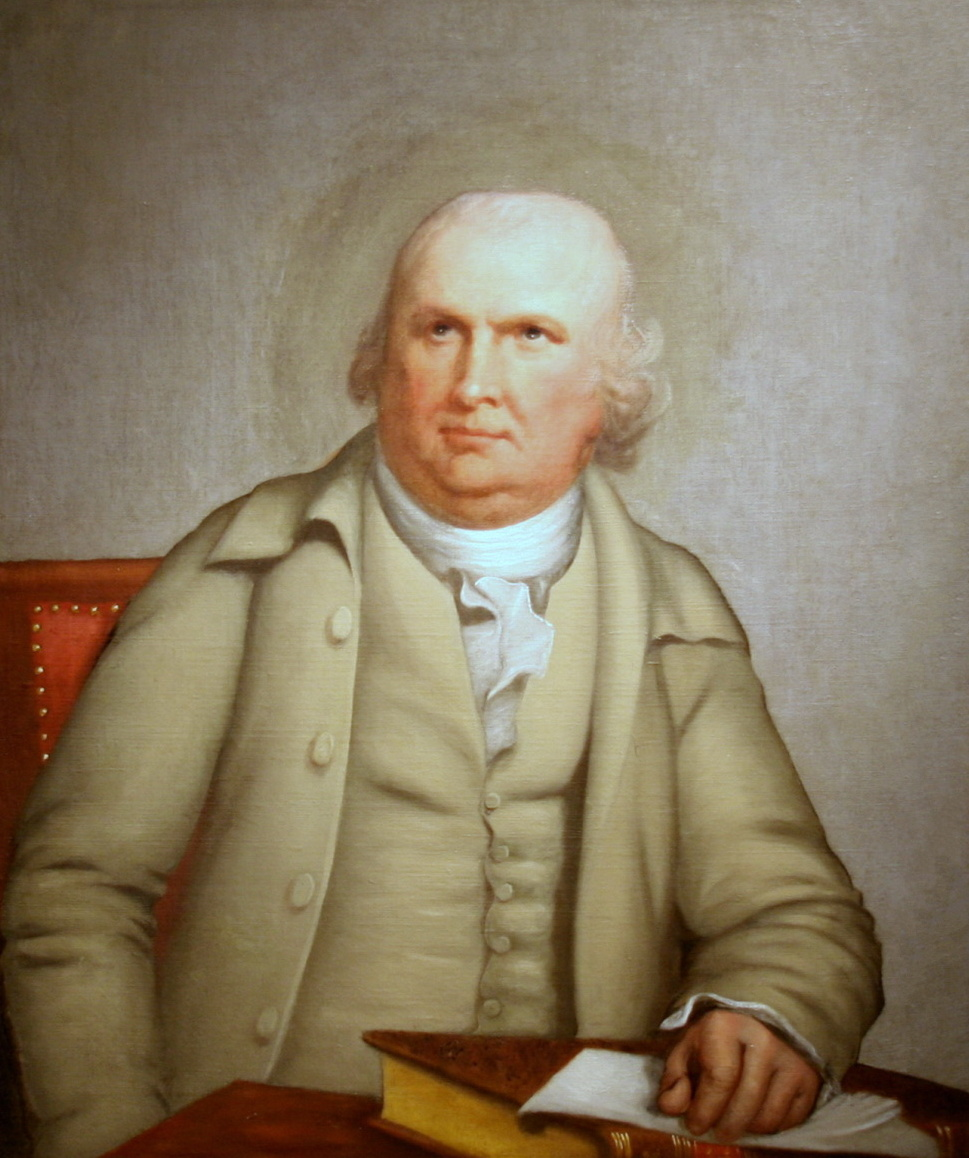
로버트 모리스는 1781년부터 1784년까지 미국 재무감독관으로 재직했다.

미국은 독립 전쟁 동안 막대한 부채를 졌는데, 부분적으로는 의회의 과세 권한 부족 때문이었다. 연합규약 하에서는 주들만이 세금을 부과하거나 상업을 규제할 수 있었다. 1779년, 의회는 대부분의 경제 권한을 주들에게 양도했는데, 이는 통화 발행을 중단하고 주들에게 군인들에게 직접 급여를 지급하도록 요청했기 때문이었다. 그러나 주들도 재정 불안정에 시달렸다. 1781년 재정감독관으로 임명된 로버트 모리스는 주 부채의 부분적 인수, 군인 급여 지급 중단, 북미은행 설립과 같은 주요 중앙 집권적 개혁을 통과시켰다. 모리스는 중앙 정부에서 아마도 가장 강력한 개인으로 부상했으며, 일부는 그를 "재정가" 또는 심지어 "독재자"라고 불렀다. 1783년, 모리스는 매디슨과 알렉산더 해밀턴과 같은 의원들의 지지를 받아 수입에 대한 5% 관세 부과를 의회에서 승인받았는데, 이는 중앙 정부에 일관되고 독립적인 수입원을 제공할 것이었다. 그러나 파리 조약이 체결되면서 주들은 의회에 권한을 부여하는 데 더욱 저항하게 되었다. 모든 주 중 두 주를 제외하고는 관세를 승인했지만, 만장일치로 주의 지지를 얻지 못했고, 따라서 의회는 1780년대 내내 수입을 확보하는 데 어려움을 겪었다.

## 공동 방위
독립 전쟁이 끝날 무렵, 대륙육군의 장교와 사병들은 중앙 정부의 재정 상태 불량으로 인해 의회가 급여 지급을 중단했기 때문에 점점 더 불만을 품게 되었다. 의회는 1780년에 장교들에게 평생 연금을 약속했지만, 장교들 중 이 혜택을 받을 것이라고 믿는 사람은 거의 없었다. 1782년 12월, 알렉산더 맥두걸이 이끄는 여러 장교들은 자신들의 혜택을 청원했다. 장교들은 자신들의 영향력을 사용하여 주들에게 연방 정부가 관세를 부과하도록 강요하고, 이는 다시 군인들에게 급여를 지급할 수 있는 수입을 제공할 수 있기를 바랐다. 로버트 미들코프와 같은 역사가들은 의원 알렉산더 해밀턴과 재정감독관 로버트 모리스를 포함한 중앙 정부의 일부 구성원들이 이러한 불만을 이용하여 의회의 권력을 늘리려 했다고 주장했다. 익명의 편지가 장교들 사이에 유포되었는데, 이 문서에서는 군인들의 급여 지급을 요구하고 워싱턴 장군과 의회에 대한 반란을 위협했다. 1783년 3월 군 장교들의 모임에서 워싱턴은 이 편지를 비난했지만, 급여 지급을 위해 의회에 로비할 것을 약속했다. 워싱턴의 연설은 뉴욕의 군대가 주둔했던 도시 이름을 딴 뉴버그 음모를 진정시켰지만, 군인들 사이의 불만은 여전히 높았다. 1783년 5월, 반란을 두려워한 워싱턴은 대부분의 군대를 휴가 보냈다.

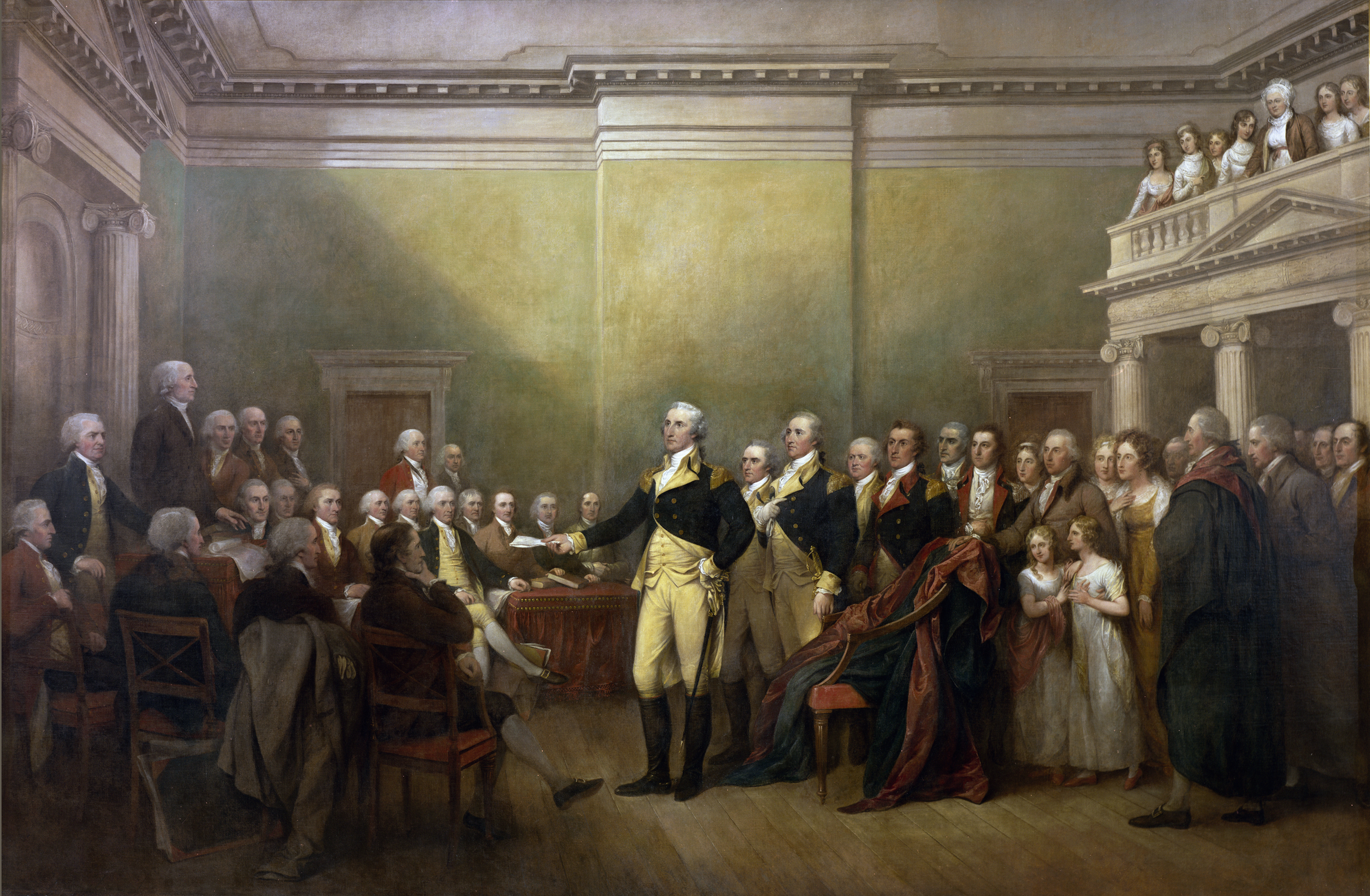
1783년 12월 23일 메릴랜드 아나폴리스에서 조지 워싱턴의 총사령관 사임, 존 트럼불 작 (1824년)

의회가 중앙 정부에 수입 관세 부과 권한을 부여하는 수정안을 통과시키지 못하자, 모리스는 군인들이 "모리스 지폐"라고 부른 증서로 군인들에게 급여를 지급했다. 이 지폐는 6개월 안에 군인들에게 급여를 지급하겠다고 약속했지만, 군인들 중 실제로 급여를 받을 것이라고 믿는 사람은 거의 없었으며, 대부분의 모리스 지폐는 투기꾼들에게 팔렸다. 많은 빈곤한 사병들은 귀향길에 도움을 구걸해야 했다. 6월, 필라델피아 군부 반란이 급여를 요구하는 분노한 군인들 사이에서 발생하여 의회가 수도를 프린스턴으로 이전하게 되었다. 재소집 후, 의회는 군대의 규모를 11,000명에서 2,000명으로 줄였다. 안보가 미국 지도자들의 최우선 과제였음에도 불구하고, 단기적으로는 더 작은 대륙 육군으로 충분했는데, 이는 미국인들이 대서양이 유럽 강대국으로부터 보호를 제공할 것이라고 확신했기 때문이었다. 1783년 12월 23일, 워싱턴은 육군에서 사임했으며, 권력을 포기하려는 그의 의지로 많은 사람들의 존경을 받았다.
1784년 8월, 의회는 건국 후 최초의 평화 시기 미국 육군 정규군 보병 부대인 제1미국연대를 창설했으며, 주로 프런티어에서 복무했다. 그럼에도 불구하고, 군대의 규모는 계속 줄어들어 불과 625명의 병력으로 감소했으며, 의회는 1785년에 USS 얼라이언스를 매각하면서 대륙해군을 사실상 해체했다. 이 작고 장비가 열악한 군대는 미국 원주민의 땅으로 이주하는 무단 점유자를 막을 수 없을 정도로 무력했으며, 이는 국경 지역의 긴장 상황을 더욱 악화시켰다.

## 서부 정착
부분적으로는 1763년 선언에 의해 부과된 제한 때문에, 미국 독립 전쟁 발발 이전에 애팔래치아산맥 서쪽에 정착한 미국인은 소수에 불과했다. 전쟁의 시작은 정착 장벽을 없앴고, 1782년까지 약 25,000명의 미국인이 애팔래치아 너머 지역에 정착했다. 전쟁 후, 이 지역에서 미국인의 정착은 계속되었다. 이 새로운 땅에서의 삶은 많은 사람들에게 힘들었지만, 서부 정착은 동부의 일부 사람들에게는 비현실적인 열망이었던 재산의 기회를 제공했다. 서부 확장은 서부로 이주하지 않은 사람들에게도 열정을 불러일으켰고, 워싱턴, 벤저민 프랭클린, 존 제이를 포함한 많은 주요 미국인들이 서부의 땅을 구입했다. 토지 투기꾼들은 오하이오 컴퍼니와 같은 단체를 설립하여 서부의 광대한 토지를 취득했으며 종종 정착민들과 갈등을 겪었다. 워싱턴과 다른 사람들은 포토맥강과 오하이오강을 연결하는 운하를 건설하기 위해 포토맥 컴퍼니를 공동 설립했다. 워싱턴은 이 운하가 동서 간의 문화적, 경제적 연결 고리를 제공하여 서부가 궁극적으로 탈퇴하지 않도록 보장하기를 바랐다.

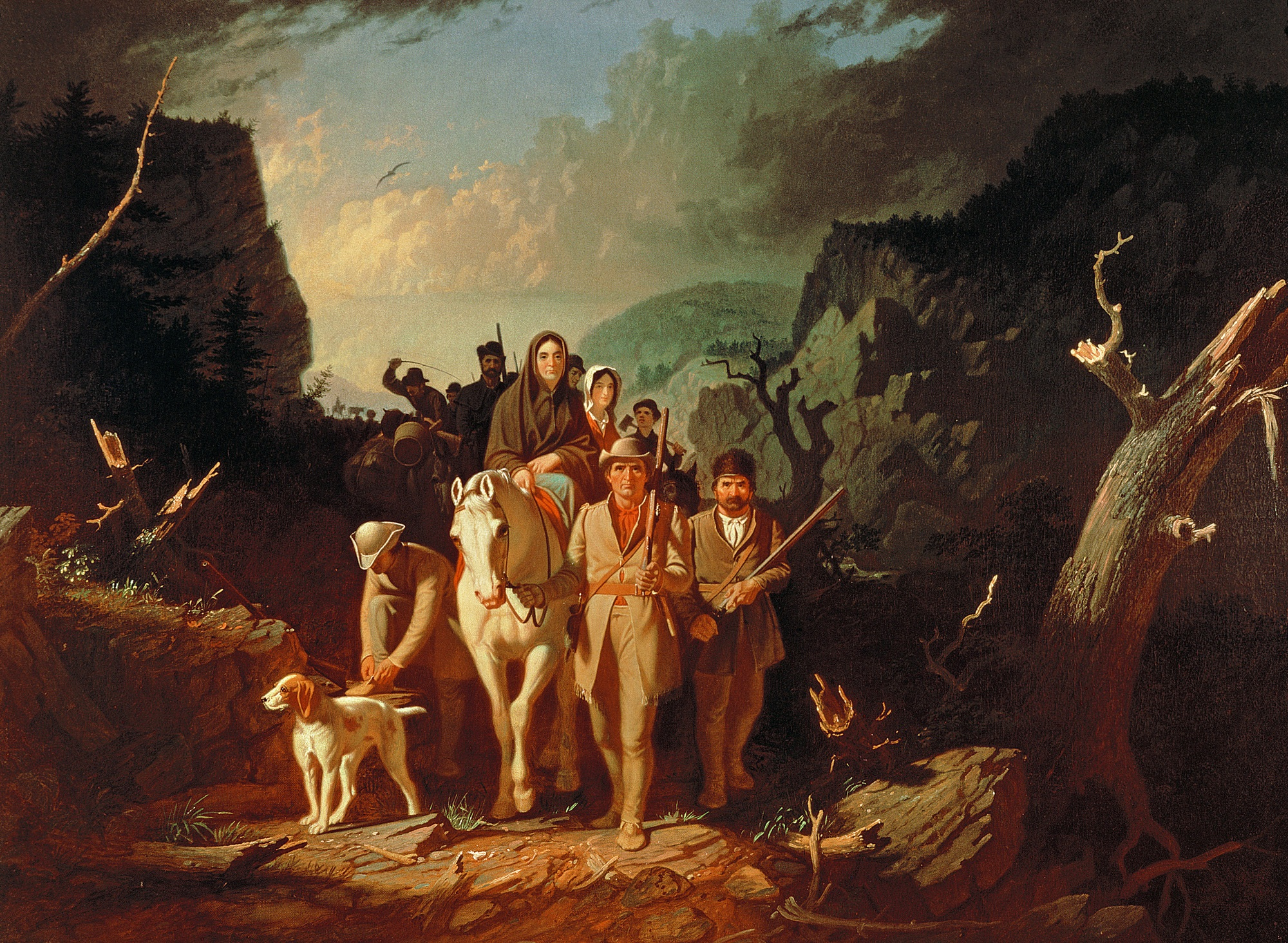
조지 케일럽 빙엄의 1851년~1852년 작 <쿠벌랜드 협곡을 통해 정착민들을 안내하는 대니얼 분>은 켄터키주의 초기 정착을 묘사한다.

1784년, 버지니아는 오하이오강 북쪽의 주장을 공식적으로 양도했으며, 의회는 공유지 조례 (1784년)와 공유지 조례 (1785년)를 통해 현재 북서부 영토로 알려진 지역에 대한 정부를 수립했다. 이 법률들은 북서부 영토가 정치적, 경제적 발전의 특정 수준에 도달할 때까지 의회의 지원 아래 영토 정부에 의해 통치될 것이라는 원칙을 확립했다. 그 시점에서, 이전 영토는 다른 주와 동등한 권리를 가진 주로서 연방에 가입하게 될 것이었다. 연방 영토는 펜실베이니아 서쪽과 오하이오강 북쪽의 대부분 지역에 걸쳐 있었지만, 코네티컷은 이리호 남쪽의 코네티컷 서부 보류지 형태로 서부의 작은 부분을 주장했다. 1787년, 의회는 북서부 조례를 통과시켜 북서부 영토를 수립함으로써 이 지역에 대한 의회의 통제권을 강화했다. 새로운 배치에 따라, 이전에는 선출되었던 영토 관리들 중 다수가 의회에 의해 임명되었다. 북부 정착민들을 유치하기 위해 의회는 북서부 영토에서 노예제를 불법화했지만, 남부 주들을 달래기 위해 도주 노예법도 통과시켰다.
올드 노스웨스트는 연방 정부의 통제하에 있었지만, 조지아, 노스캐롤라이나, 버지니아는 올드 사우스웨스트의 통제권을 유지했다. 각 주는 미시시피강까지 서쪽으로 확장된다고 주장했다. 1784년, 서부 노스캐롤라이나의 정착민들은 프랭클린주로서 주 지위를 모색했지만, 주들의 탈퇴에 대한 선례를 남기고 싶지 않았던 의회에 의해 그들의 노력은 거부되었다. 1790년 인구 조사에 따르면, 테네시와 켄터키의 인구는 각각 73,000명과 35,000명으로 급격히 증가했다. 켄터키, 테네시, 버몬트는 모두 1791년에서 1795년 사이에 주 지위를 얻게 될 것이었다.
영국과 스페인의 도움으로 미국 원주민들은 서부 정착에 저항했다. 남부 지도자들과 많은 연방주의자들이 정착민들에게 정치적 지지를 보냈지만, 대부분의 북부 지도자들은 서부 정착보다 무역에 더 관심이 있었고, 약한 중앙 정부는 외국 정부로부터 양보를 강요할 권한이 없었다. 1784년 스페인에 의한 미시시피강 폐쇄는 서부 농민들의 수출품이 미국 동해안을 포함한 다른 시장으로 운송될 수 있는 유일한 현실적인 통로를 차단하여 서부 정착 노력을 크게 방해했으며, 그들은 미국 원주민들에게 무기를 제공했다. 영국은 1776년 이전에 애팔래치아 너머 지역의 정착을 제한했으며, 파리 조약 서명 후에도 미국 원주민들에게 계속 무기를 공급했다. 1783년에서 1787년 사이에 수백 명의 정착민들이 미국 원주민들과의 저강도 분쟁으로 사망했으며, 이러한 분쟁은 추가 정착을 방해했다. 의회가 미국 원주민에 대한 군사적 지원을 거의 제공하지 않았기 때문에, 대부분의 전투는 정착민들에 의해 이루어졌다. 10년이 끝날 무렵, 국경은 북서 인디언 전쟁으로 미국 원주민 부족 연맹과의 전투에 휩싸였다. 이 미국 원주민들은 영국의 지원을 받아 독립적인 인디언 방벽 국가를 건설하려고 했고, 이는 미국에게 주요 외교 정책적 도전이 되었다.

## 경제와 무역
전쟁 후 짧은 경제 불황이 있었지만, 1786년까지 번영이 돌아왔다. 약 80,000명의 왕당파가 영국 제국의 다른 곳으로 미국을 떠났고, 그들의 토지와 재산을 남겨두었다. 일부는 전쟁 후에 돌아왔는데, 특히 뉴욕과 사우스캐롤라이나와 같은 더 환영하는 주들로 돌아왔다. 경제적으로 중부 대서양 주들은 특히 빠르게 회복되어 상품을 제조하고 가공하기 시작했지만, 뉴잉글랜드와 남부는 더 불균등한 회복을 경험했다. 영국과의 무역이 재개되었고, 전쟁 후 영국 수입량은 전쟁 이전 수준과 일치했지만, 수출은 급격히 감소했다. 영국 대사로 재직했던 애덤스는 영국이 상업 조약, 특히 카리브 시장 접근과 관련하여 협상하도록 강요하기 위해 보복 관세를 요구했다. 그러나 의회는 대외 상업을 규제하거나 주들에게 통일된 무역 정책을 따르도록 강요할 권한이 없었고, 영국은 협상에 나서기를 꺼려했다. 영국과의 무역이 완전히 회복되지 않은 동안, 미국은 프랑스, 네덜란드, 포르투갈 및 다른 유럽 국가들과의 무역을 확대했다. 이러한 좋은 경제 상황에도 불구하고, 많은 상인들은 각 주에서 부과하는 높은 관세에 대해 불평했으며, 이는 주간 무역을 제한하는 역할을 했다. 많은 채권자들도 전쟁 중에 발생한 부채를 국내 정부가 상환하지 못해 어려움을 겪었다. 1780년대에는 완만한 경제 성장이 있었지만, 많은 사람들이 경제적 불안을 경험했고, 의회는 더 강력한 경제를 육성하지 못한 것에 대한 비난을 많이 받았다.

## 외교

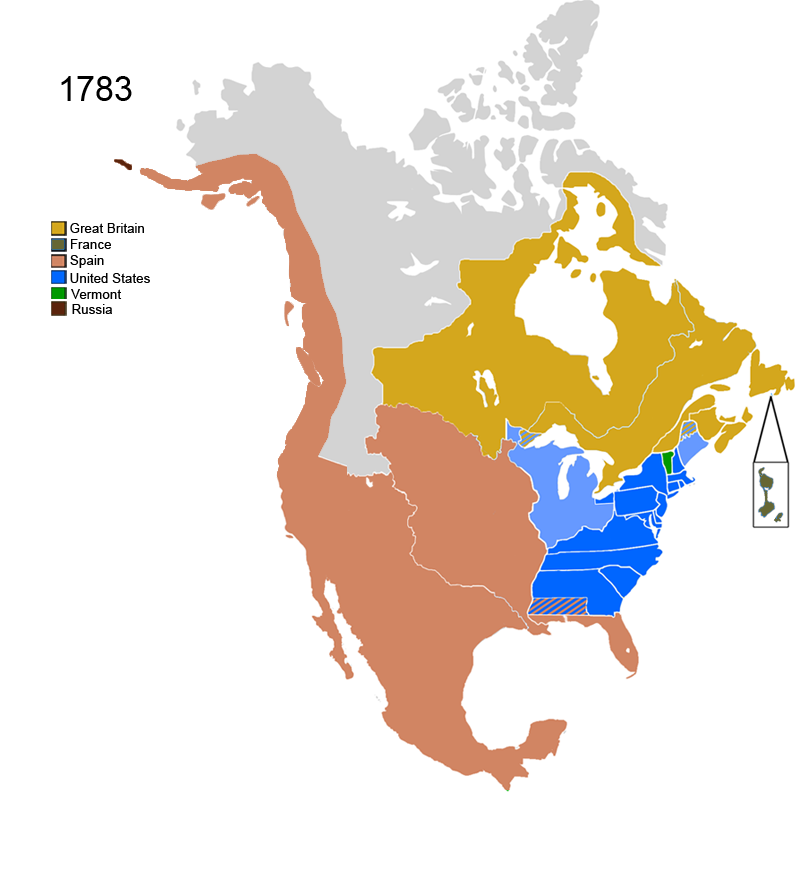
파리 조약 이후 북아메리카. 미국(파란색)은 북쪽으로 영국(노란색), 남쪽과 서쪽으로 스페인(갈색)과 국경을 접했다.

미국 독립 전쟁이 끝난 후 10년 동안, 미국은 유럽에서 장기간의 평화 시기를 누렸는데, 어떤 나라도 미국에 직접적인 위협을 가하지 않았기 때문이었다. 그럼에도 불구하고, 중앙 정부의 약점과 연방 정부가 주 정부가 가진 권한을 장악하는 것을 막으려는 반연방주의자들의 욕구는 외교를 크게 방해했다. 1776년, 대륙 회의는 1780년대 미국의 외교 정책 지침 역할을 했던 모델 조약을 작성했다. 이 조약은 관세와 같은 무역 장벽을 철폐하는 동시에 정치적 또는 군사적 개입을 피하려고 했다. 이는 전쟁을 피하면서 국제 무역 공동체에서 큰 역할을 하려 했던 많은 미국인들의 외교 정책 우선순위를 반영했다. 강력한 군대가 없고 서로 다른 지역적 우선순위로 분열되어 있었기 때문에, 미국은 1780년대에 종종 불리한 무역 조건을 받아들여야 했다.

### 영국
제2대 셸번 백작 윌리엄 페티는 파리 조약으로 이어진 협상 기간 동안 총리로 재직했다. 셸번은 미국과의 평화로운 관계와 무역 증대를 선호했지만, 그의 정부는 1783년에 무너졌고, 그의 후임자들은 미국과의 우호적인 관계에 덜 집중했다. 많은 영국 지도자들은 미국이 결속력 부족으로 결국 붕괴될 것이며, 그때 영국이 북아메리카에 대한 패권을 재확립할 수 있기를 희망했다. 서부 영토, 주로 현재의 위스콘신과 미시간에서 영국은 여러 요새를 계속 통제하고 미국 원주민들과 동맹을 계속 유지했다. 이러한 정책들은 미국 정착을 방해하고 영국이 수익성 있는 모피 무역에서 이익을 얻을 수 있도록 했다. 영국은 미국인들이 영국 시민에게 빚진 전시 이전 부채 징수를 막았다는 이유로 요새의 계속적인 점령을 정당화했으며, 이는 이후 제이의 조사를 통해 확인되었다. 무력한 의회가 주들을 강제할 수 있는 것이 거의 없었기 때문에, 영국은 1795년 제이 조약으로 문제가 해결될 때까지 요새 점령에 대한 정당성을 유지했다.
제이는 특히 가장 많은 국제 무역을 수행하는 영국과의 국제 무역 확장의 필요성을 강조했다. 그러나 영국은 계속해서 중상주의 경제 정책을 추구했고, 미국을 카리브 식민지와의 무역에서 배제했으며, 미국에 제조품을 쏟아부었다. 미국 상인들은 중국에 완전히 새로운 시장을 개척함으로써 이에 대응했다. 미국인들은 차, 비단, 향신료, 도자기를 열렬히 구매했고, 중국인들은 미국 인삼과 모피를 간절히 원했다.

### 스페인

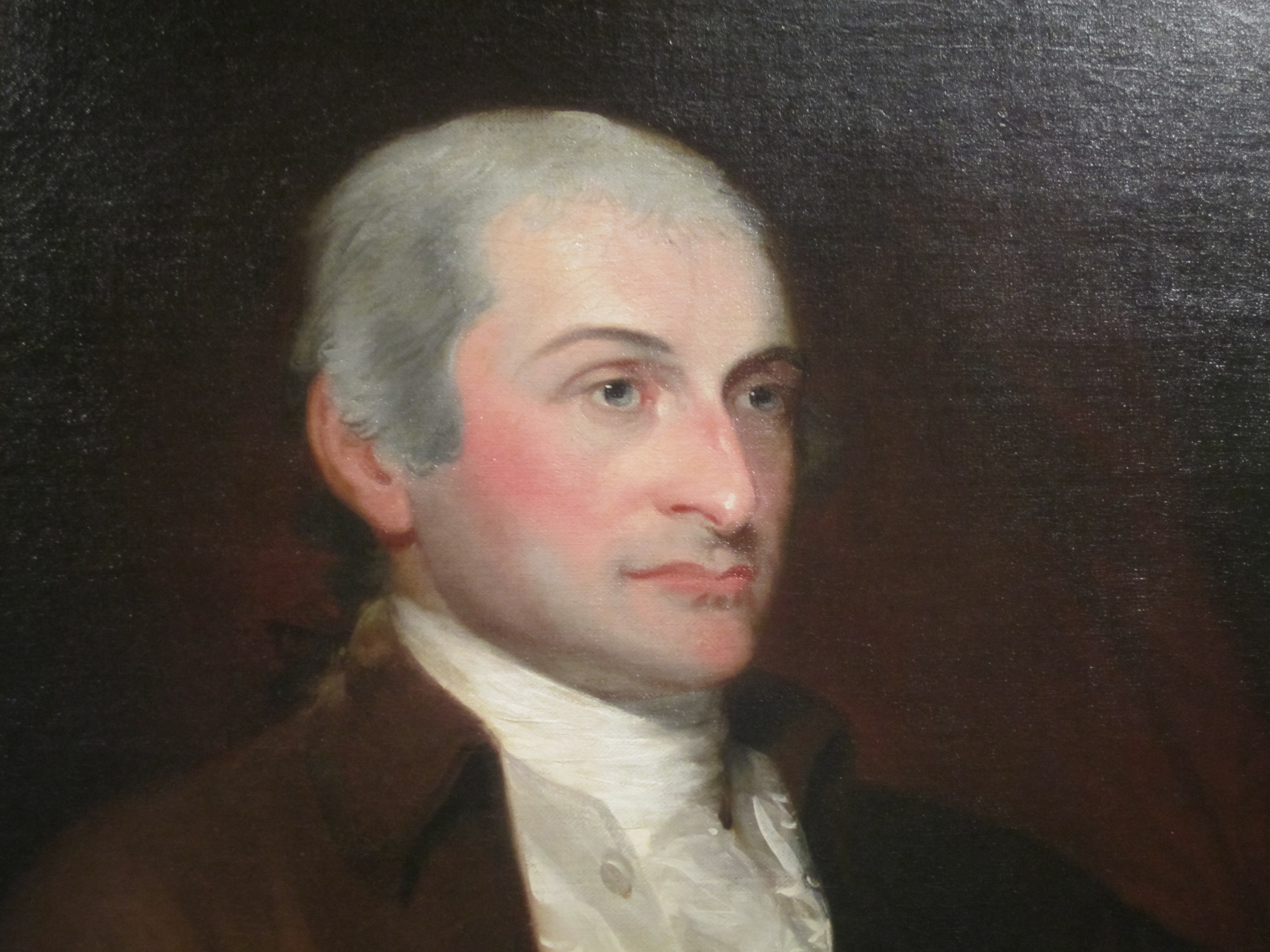
존 제이는 1784년부터 1789년까지 외무장관으로 재직했다.

스페인은 독립 전쟁 동안 프랑스의 동맹국으로 영국과 싸웠지만, 공화주의 이데올로기를 불신했고 공식적으로 미국의 동맹국은 아니었다. 스페인은 미국의 남쪽과 서쪽에 위치한 플로리다와 루이지애나 영토를 통제했다. 미국인들은 미시시피강의 항해권의 중요성을 오랫동안 인식해 왔다. 왜냐하면 그곳은 애팔래치아 너머 지역의 많은 정착민들이 자신들의 생산물을 미국의 동부 해안을 포함한 다른 시장으로 운송할 수 있는 유일한 현실적인 통로였기 때문이다.
독립 전쟁에서 공통의 적과 싸웠음에도 불구하고, 스페인은 미국의 팽창주의를 자국 제국에 대한 위협으로 보았다. 올드 사우스웨스트에 대한 미국인들의 정착을 막기 위해, 스페인은 미국에 미시시피강 항해권을 거부하고, 미국 원주민들에게 무기를 제공했으며, 인구가 희박한 플로리다와 루이지애나 영토로 친미적인 미국인 정착민들을 모집했다. 알렉산더 맥길리브레이와 협력하여 스페인은 크릭족, 치카소족, 촉토족과 조약을 체결하여 그들 사이의 평화를 만들고 스페인과 동맹을 맺었지만, 범인디언 연합은 불안정하다는 것이 입증되었다. 스페인은 또한 미국 장군 제임스 윌킨슨에게 뇌물을 주어 미국 남서부의 상당 부분을 탈퇴시키려는 음모를 꾸몄지만, 아무것도 이루어지지 않았다.
지정학적 긴장에도 불구하고, 스페인 상인들은 미국과의 무역을 환영했으며 미국이 스페인의 신세계 식민지에 영사관을 설립하도록 장려했다. 미국 상인들이 영국으로부터 상품을 수입하여 스페인 식민지에 재판매하는 새로운 상업 노선이 등장했다. 미국과 스페인은 제이-가르도키 조약에 도달했는데, 이는 미국이 상업 조약과 국경 상호 인정을 대가로 25년 동안 미시시피강 접근권을 포기해야 했을 것이다. 1786년, 제이는 조약을 의회에 제출하여 분열적인 논쟁을 촉발시켰다. 버지니아의 제임스 먼로가 이끄는 남부인들은 미시시피강에 관한 조항에 반대했으며, 제이가 서부 성장에 비해 북동부 상업 이익을 선호한다고 비난했다. 조약 비준에는 연합규약에 따라 9표가 필요했고, 5개 남부 주 모두 비준에 반대하여 조약은 좌절되었다.

### 프랑스
외무장관 베르젠의 지도 아래 프랑스는 영국에 해를 끼치기 위해 독립 전쟁에 참전했다. 프랑스는 전쟁 동안 없어서는 안 될 동맹국이었으며, 보급품, 재정, 그리고 강력한 해군을 제공했다. 1778년, 프랑스와 미국은 "영구적인" 군사 동맹을 맺는 동맹 조약 (1778년)과 상업적 유대를 확립하는 우호 및 상업 조약 (프랑스-미국)을 체결했다. 파리 조약에서 영국은 미국이 프랑스에 대한 의존도를 약화시키려는 의도에서 부분적으로 미국에 비교적 유리한 조건을 승인했다. 전쟁 후, 미국은 프랑스와의 무역 증대를 모색했지만, 양국 간의 상업은 여전히 제한적이었다. 미국은 또한 영국이 미국 영토 내 요새를 철수하도록 압력을 가하는 데 프랑스의 도움을 요청했지만, 프랑스는 더 이상 영국-미국 관계에 개입할 의사가 없었다.

### 기타 문제
존 애덤스는 네덜란드 대사로서 그 작은 나라가 영국과의 동맹을 파기하고 프랑스와 함께 전쟁에 참여하며 1782년에 미국에 자금과 공식적인 인정을 제공하도록 설득하는 데 성공했다. 네덜란드는 프랑스와 함께 유럽에서 미국의 주요 동맹국이 되었다.
북아프리카 국가인 모로코, 알제, 튀니스, 트리폴리에서 활동했던 바르바리 해적은 18세기 후반 지중해에서 선박 운송에 위협이 되었다. 주요 유럽 강대국들은 해적들의 습격을 피하기 위해 바르바리 해적들에게 조공을 바쳤지만, 미국은 해적들이 요구하는 조건을 충족시키려 하지 않았다. 이는 부분적으로 중앙 정부의 자금 부족 때문이었다. 따라서 해적들은 1780년대에 미국 선박들을 약탈했다.

## 새로운 헌법 제정
틀:Timeline

### 개혁 노력
1783년 전쟁이 끝나면서 주들이 중앙 정부에 권력을 양보할 가능성은 일시적으로 사라졌지만, 의회 안팎에서는 더 강력하거나 효과적인 연방 정부를 계속 선호하는 사람들이 있었다. 군인들과 전직 군인들은 더 나은 연방 정부를 요구하는 강력한 세력을 형성했는데, 그들은 그것이 더 나은 전시 지도력을 가능하게 했을 것이라고 믿었다. 그들은 질서와 건전한 경제 정책을 제공할 강력한 연방 정부를 원했던 상인들과, 중앙 정부가 서부의 미국 영토를 가장 잘 보호할 수 있다고 믿었던 많은 확장론자들과 합류했다. 또한, 존 제이, 헨리 녹스 등은 의회와 같은 대규모 입법 기관보다 더 단호하게 통치할 수 있는 독립적인 행정부를 요구했다. 특히 젊은 미국인들 사이에서 커져가는 민족주의 감정에도 불구하고, 의회에 더 큰 권한을 부여하려는 연방주의자들의 노력은 주들의 계속적인 우위를 선호하는 사람들에 의해 좌절되었다. 대부분의 미국인들은 독립 전쟁을 강력한 정부에 대한 투쟁으로 보았으며, 주 지도자들 중 자신의 주의 주권을 포기하려는 사람은 거의 없었다. 1786년, 사우스캐롤라이나의 찰스 코츠워스 핑크니는 헌법 개정안을 검토하기 위한 대규모 의회 위원회 구성을 주도했다. 위원회는 7개의 개정안을 제안했으며, 그 제안들은 중앙 정부에 상업을 규제하고 의회에 적절한 자금을 공급하지 못한 주에 벌금을 부과할 권한을 부여했을 것이다. 의회는 이러한 제안에 대해 조치를 취하지 않았고, 개혁가들은 의회 밖에서 행동하기 시작했다.

### 필라델피아 제헌회의 소집
1785년, 워싱턴은 마운트 버넌 회의를 주최하여 메릴랜드와 버지니아 간의 여러 상업 문제에 대한 합의를 이끌어냈다. 주간 협력의 이 사례에 고무된 매디슨은 버지니아 의회를 설득하여 주간 무역 촉진을 목표로 또 다른 회의인 애너폴리스 회의를 주최하도록 했다. 단 5개 주의 대표단만이 회의에 참석했지만, 참석한 대표들은 연방 정부 개혁의 필요성에 대체로 동의했다. 대표들은 1787년 필라델피아에서 헌법 개혁을 검토하기 위한 두 번째 회의를 소집할 것을 요청했다. 애너폴리스 회의 이후 몇 달 동안, 개혁가들은 다음 회의에 더 많은 참석을 보장하기 위한 조치를 취했다. 그들은 헌법 개혁을 검토하기 위한 의회의 승인을 얻었고, 가장 저명한 미국 지도자인 워싱턴을 초대하는 것을 확실히 했다. 헌법 회의를 소집하려는 연방주의자들의 요구는 셰이즈의 반란 발발로 더욱 강화되었는데, 이는 많은 이들에게 봉기를 진압하는 데 충분히 강력한 연방 정부의 필요성을 확신시켰다.
연합규약이 대대적인 개혁이 필요하다는 대중적 인식이 널리 퍼져 있지는 않았지만, 각 주의 지도자들은 약한 중앙 정부가 야기하는 문제들을 인식했다. 필라델피아 제헌회의가 1787년 5월에 개막했을 때, 로드아일랜드를 제외한 모든 주가 대표단을 보냈다. 대표단의 4분의 3은 의회에서 복무했으며, 모두 조례 개정의 어려움과 중요성을 인식했다. 각 대표는 자신의 주 권한 상실을 두려워했지만, 미국이 외교 관계를 효과적으로 관리하고 안보를 보장할 수 있는 보다 효과적인 연방 정부를 필요로 한다는 점에 대표들 사이에 폭넓은 합의가 있었다. 많은 이들은 또한 통일된 통화와 공통의 저작권 및 이민법을 확립하기를 희망했다. 워싱턴과 프랭클린과 같은 강력하고 존경받는 지도자들의 참석으로 소집에 어느 정도 정당성을 부여할 수 있었으며, 대표들은 중앙 정부에 대한 대대적인 변화를 추진하기로 합의했다.

### 새 헌법 작성

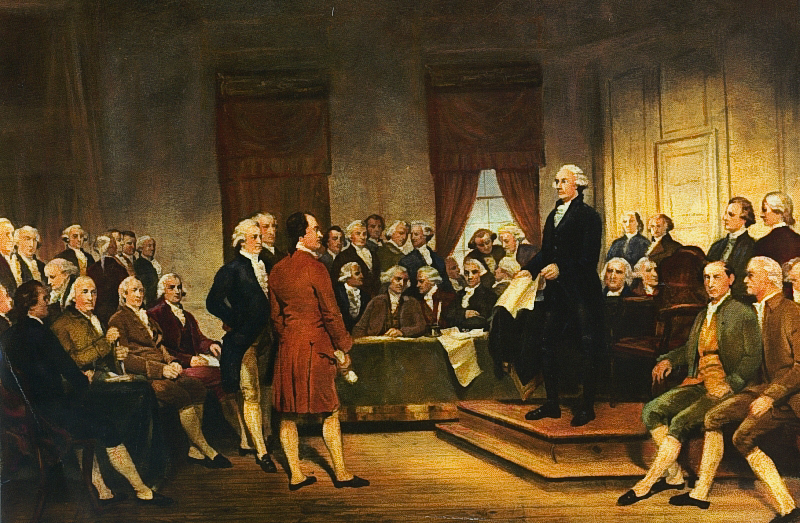
주니우스 브루투스 스턴스의 1856년 작 1787년 필라델피아 제헌회의

1787년 9월 회의가 시작된 직후, 대표들은 워싱턴을 회의 의장으로 선출하고 회의를 일반에 공개하지 않기로 합의했다. 후자의 결정은 완전히 새로운 헌법을 고려할 수 있게 했는데, 새로운 헌법에 대한 공개적인 고려는 큰 대중적 반발을 불러일으켰을 가능성이 높기 때문이었다. 제임스 매디슨이 이끄는 버지니아 대표들은 버지니아 안으로 알려진 일련의 개혁안을 제출했는데, 이는 행정, 입법, 사법의 세 가지 독립적인 정부 부문을 가진 보다 효과적인 중앙 정부를 요구했다. 이 계획은 주 법률을 무효화할 권한을 가진 강력한 연방 정부를 구상했다. 매디슨의 계획은 잘 받아들여졌고 회의 토론의 기초가 되었지만, 여러 조항은 회의 과정에서 변경되었다. 회의 동안 매디슨과 펜실베이니아의 제임스 윌슨은 버지니아 안을 기반으로 한 새로운 헌법의 가장 중요한 지지자 두 명으로 부상했으며, 최종 문서의 저명한 반대자로는 에드먼드 랜돌프, 조지 메이슨, 엘브리지 게리 등이 있었다.

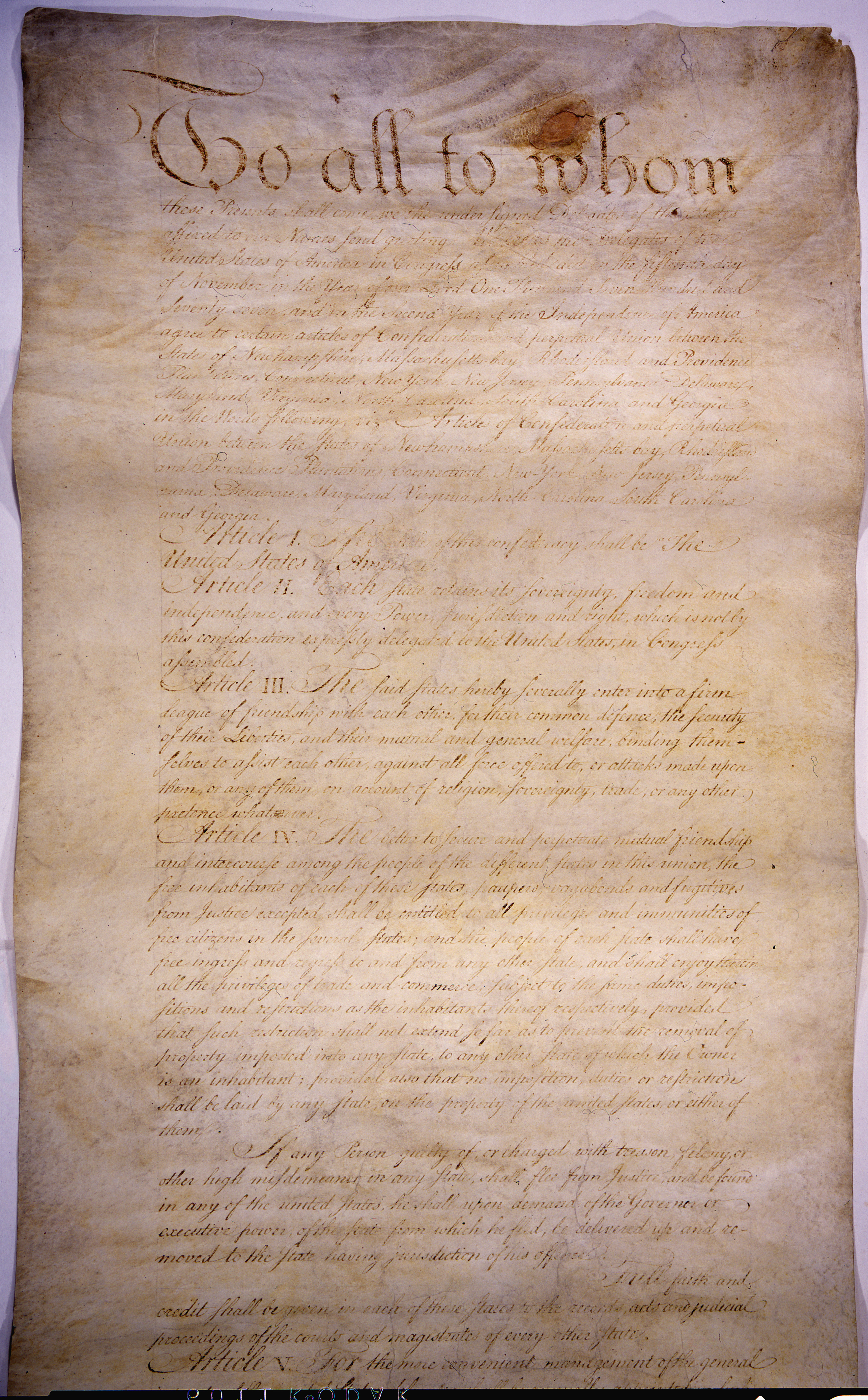
연합규약은 미국의 첫 번째 헌법으로 기능했다.

연방 정부와 주 정부 간의 권력 균형은 회의에서 가장 많이 논의된 주제로 부상했으며, 회의는 궁극적으로 연방 및 주 정부가 권력을 공유하는 프레임워크에 합의했다. 연방 정부는 주간 및 대외 상업을 규제하고, 화폐를 주조하고, 대외 관계를 감독하지만, 주들은 다른 영역에서 계속 권력을 행사할 것이었다. 두 번째 주요 문제는 의회 대표 할당이었다. 대형 주의 대표들은 의회에서 인구에 비례하는 대표를 원했지만, 소형 주의 대표들은 각 주가 동등한 대표를 받는 것을 선호했다. 코네티컷 타협에서 대표들은 상원(즉 미국 상원)에서 각 주가 동등한 대표를 받고, 하원(즉 미국 하원)에서는 인구에 따라 대표를 할당하는 양원제 의회를 창설하기로 합의했다. 노예제 문제 또한 회의를 중단시킬 위협을 가했다. 비록 북부 대표들에게 노예제 폐지가 우선순위는 아니었지만. 대표들은 3/5 타협에 합의하여 세금 및 대표 할당 목적으로 노예 인구의 5분의 3을 계산했다. 남부인들은 또한 자유주에서 탈출한 노예를 소유자가 회수할 수 있도록 허용하는 도주 노예 조항과 의회가 1808년까지 대서양 노예 무역을 금지하는 것을 금지하는 조항을 포함시켰다. 회의 대표들은 또한 새로운 헌법의 민주적 성격을 제한하고자 했으며, 상원과 행정부를 이끌 미국 대통령의 직책에 대해 간접 선거를 확립했다.
제안된 헌법은 연합규약과 몇 가지 중요한 다른 점들을 포함하고 있었다. 주들은 경제적 권력이 심하게 제한되었고, 특히 계약 침해가 금지되었다. 연합회의 의원들과 대부분의 주 입법자들은 1년 임기를 지냈던 반면, 하원의원들은 2년 임기를, 상원의원들은 6년 임기를 지내게 되었다. 어떤 의회 의원도 임기 제한을 받지 않았다. 주들이 상원의원을 선출할 것이지만, 하원의원들은 국민들이 직접 선출할 것이었다. 대통령은 입법부와 독립적으로 선출될 것이며, 외교, 군사 정책, 임명에 대한 광범위한 권한을 가질 것이었다. 대통령은 또한 입법에 대한 거부권도 부여받았다. 미국의 사법권은 미국 연방 대법원과 의회에 의해 설립된 모든 하급 법원에 귀속될 것이며, 이들 법원은 연방 문제에 대한 관할권을 가질 것이었다. 개정 절차는 더 이상 주의 만장일치 동의를 요구하지 않았지만, 여전히 의회와 주 대다수의 승인을 필요로 했다.

### 비준을 위한 투쟁
| 주별 헌법 비준 | 주별 헌법 비준   | 주별 헌법 비준   | 주별 헌법 비준 | 주별 헌법 비준 |
|                | 날짜             | 주               | 표             | 표             |
| 찬성           | 날짜             | 주               | 반대           |                |
| -------------- | ---------------- | ---------------- | -------------- | -------------- |
| 1              | 1787년 12월 7일  | 델라웨어         | 30             | 0              |
| 2              | 1787년 12월 11일 | 펜실베이니아     | 46             | 23             |
| 3              | 1787년 12월 18일 | 뉴저지           | 38             | 0              |
| 4              | 1788년 1월 2일   | 조지아           | 26             | 0              |
| 5              | 1788년 1월 9일   | 코네티컷         | 128            | 40             |
| 6              | 1788년 2월 6일   | 매사추세츠       | 187            | 168            |
| 7              | 1788년 4월 26일  | 메릴랜드         | 63             | 11             |
| 8              | 1788년 5월 23일  | 사우스캐롤라이나 | 149            | 73             |
| 9              | 1788년 6월 21일  | 뉴햄프셔         | 57             | 47             |
| 10             | 1788년 6월 25일  | 버지니아         | 89             | 79             |
| 11             | 1788년 7월 26일  | 뉴욕             | 30             | 27             |
| 12             | 1789년 11월 21일 | 노스캐롤라이나   | 194            | 77             |
| 13             | 1790년 5월 29일  | 로드아일랜드     | 34             | 32             |

필라델피아 제헌회의에서 작성된 헌법의 비준은 확정되지 않았다. 왜냐하면 더 강력한 연방 정부의 반대자들이 비준에 반대하여 움직였기 때문이다. 회의가 끝날 무렵에도 55명의 대표 중 16명이 회의를 떠났거나 문서 서명을 거부했다. 헌법 제7조는 의회나 주 입법부가 아닌 주 의회에 문서 제출을 규정했다. 의회가 새로운 헌법에 대한 고려를 승인하지 않았음에도 불구하고, 대부분의 의원들은 필라델피아에서 모인 지도자들의 위상을 존중했다. 의회 의원의 약 3분의 1이 필라델피아 제헌회의의 대표였고, 이 전직 대표들은 새로운 헌법의 강력한 지지자임을 입증했다. 며칠간의 논의 끝에 의회는 추천 없이 헌법을 주들에 전달하여 각 주가 문서 비준 여부를 스스로 결정하도록 했다.
헌법 비준에는 9개 주의 승인이 필요했다. 매사추세츠, 뉴욕, 펜실베이니아, 버지니아에서의 비준 논쟁은 특히 중요했는데, 이들은 미국에서 가장 크고 강력한 네 개 주였기 때문이다. 비준을 주장하는 사람들은 연방주의자라는 이름을 사용했다. 박빙의 뉴욕 입법부를 설득하기 위해 해밀턴, 매디슨, 제이는 익명으로 연방주의자 논집을 출판했는데, 이는 뉴욕과 다른 주들의 논쟁에 영향을 미친 중요한 문서가 되었다. 새 헌법의 반대자들은 반연방주의자로 알려지게 되었다. 대부분의 반연방주의자들은 연합규약 개정의 필요성을 인정했지만, 강력하고 잠재적으로 폭정적인 중앙 정부의 수립을 두려워했다. 양 진영의 구성원들은 광범위한 견해를 가지고 있었다. 예를 들어, 루터 마틴과 같은 일부 반연방주의자들은 연합규약에 대한 사소한 변화만을 원했지만, 조지 메이슨과 같은 다른 이들은 헌법이 제안하는 연방 정부의 덜 강력한 버전을 선호했다. 연방주의자들은 동부 도시 카운티에서 가장 강했으며, 반연방주의자들은 농촌 지역에서 더 강한 경향이 있었다. 각 파벌은 비준 논쟁을 형성하기 위해 활발한 대중 운동에 참여했지만, 연방주의자들이 더 나은 자금 지원과 조직력을 갖는 경향이 있었다. 시간이 지나면서, 연방주의자들은 회의적인 대중들에게 새로운 헌법의 장점을 설득할 수 있었다.
연방주의자들은 1787년 12월 델라웨어, 펜실베이니아, 뉴저지 주가 모두 헌법을 비준하면서 첫 번째 비준 승리를 거두었다. 1788년 2월 말까지 매사추세츠를 포함한 6개 주가 헌법을 비준했다. 매사추세츠에서 연방주의자들은 새 헌법의 첫 번째 의회가 연방 정부의 권력을 제한하는 수정안을 고려할 것이라고 약속함으로써 회의적인 대표들을 설득했다. 헌법 비준 후 수정하겠다는 이 약속은 다른 비준 논쟁에서 매우 중요하게 작용했는데, 이는 헌법의 필요성을 인정하면서도 일부 조항에 반대했던 사람들의 표를 연방주의자들이 얻는 데 도움이 되었기 때문이다. 다음 달에 메릴랜드와 사우스캐롤라이나가 헌법을 비준했지만, 노스캐롤라이나는 비준에 반대하여 문서가 발효되기까지 한 주만 남게 되었다. 1788년 6월, 뉴햄프셔와 버지니아가 모두 문서를 비준했다. 버지니아에서는 매사추세츠에서와 마찬가지로 연방주의자들이 여러 수정안의 비준을 약속함으로써 헌법에 대한 지지를 얻었다. 뉴욕에서는 반연방주의가 강했지만, 헌법 회의는 1788년 7월에 문서를 비준했는데, 그렇게 하지 않으면 주가 연방에서 벗어나게 될 것이었기 때문이다. 필라델피아 제헌회의에 대표를 보내지 않았던 유일한 주 로드아일랜드는 제안된 헌법에 대한 강력한 반대 때문에 연방주의자들에게는 절망적인 주였으며, 1790년까지 헌법을 비준하지 않았다.

## 새 정부의 출범
| 1789년 선거인단 투표 총계 | 1789년 선거인단 투표 총계 |
| 이름                      | 득표수                    |
| ------------------------- | ------------------------- |
| 조지 워싱턴               | 69                        |
| 존 애덤스                 | 34                        |
| 존 제이                   | 9                         |
| 로버트 H. 해리슨          | 6                         |
| 존 러틀리지               | 6                         |
| 존 핸콕                   | 4                         |
| 조지 클린턴               | 3                         |
| 새뮤얼 헌팅턴             | 2                         |
| 존 밀턴                   | 2                         |
| 제임스 암스트롱           | 1                         |
| 벤저민 링컨               | 1                         |
| 에드워드 텔페어           | 1                         |

1788년 9월, 연합회의는 헌법이 비준되었음을 공식적으로 확인했다. 또한 대통령 선거와 새 연방 정부의 첫 회의 날짜를 정했다. 또한 의회는 새로 출범할 정부가 어디에서 회의할지에 대해 논쟁을 벌였으며, 볼티모어가 잠시 유력한 후보로 떠올랐다. 남부와 서부의 이해관계자들의 불만에도 불구하고, 의회는 궁극적으로 정부 소재지로 뉴욕을 유지하기로 결정했다.
워싱턴은 제헌회의 이후 은퇴를 재개하기를 원했지만, 미국 대중은 그가 미국 최초의 대통령이 될 것이라고 예상했다. 해밀턴과 같은 연방주의자들은 결국 그를 설득하여 취임을 받아들이도록 했다. 1789년 2월 4일, 미국 선거인단은 간접 대통령 선거를 수행하기 위해 헌법에 의해 설립된 메커니즘으로, 각 주의 대통령 선거인단이 주 수도에 모여 처음으로 회의를 개최했다. 당시 규정에 따라 각 선거인은 두 명의 사람에게 투표할 수 있었는데(다만 선거인이 선택한 두 사람이 모두 같은 주에 거주할 수는 없었다), 가장 많은 표를 얻은 후보가 대통령이 되고 두 번째로 많은 표를 얻은 후보가 부통령이 되었다. 각 선거인은 워싱턴에게 한 표를 던졌고, 존 애덤스는 다른 모든 후보 중 가장 많은 표를 얻어 부통령으로 당선되었다. 13개 주 중 10개 주의 선거인이 투표했다. 뉴욕에서는 뉴욕 의회가 할당된 선거인단을 제때 임명하지 못했기 때문에 투표가 없었다. 노스캐롤라이나와 로드아일랜드는 아직 헌법을 비준하지 않아 참여하지 않았다.
연방주의자들은 동시 진행된 1788년 및 1789년 미국 하원 선거와 1788년 및 1789년 미국 상원 선거에서 좋은 성과를 거두었으며, 이로 인해 미국 의회의 양원 모두 헌법에 의해 설립된 연방 정부의 지지자들에 의해 지배될 것이 보장되었다. 이는 차례로 많은 연방주의자들이 연방 정부를 치명적으로 약화시킬 것을 두려워했던 헌법 개정안을 제안할 헌법 회의가 없을 것을 보장했다.
새 연방 정부는 1789년 3월 제1차 미국 의회가 개원하고 다음 달 워싱턴의 취임식과 함께 운영을 시작했다. 1789년 9월, 의회는 연방 간섭으로부터 개인의 자유를 보호하도록 설계된 헌법 수정안 모음인 권리장전 (미국)을 승인했으며, 주들은 1791년에 이 수정안들을 비준했다. 의회가 권리장전을 승인한 후, 노스캐롤라이나와 로드아일랜드는 각각 1789년과 1790년에 헌법을 비준했다.

## 용어
미국 독립 전쟁 종결과 헌법 비준 사이의 미국 역사는 "위기 시대"로도 불린다. 1780년대에는 많은 사람들이 국가가 지도력 위기를 겪고 있다고 생각했으며, 이는 1787년 존 퀸시 애덤스가 국가가 "위기 시대"에 처해 있다고 말한 것에서 드러난다. 1857년 저서 <워싱턴과 애덤스 행정부의 외교사>에서 윌리엄 헨리 트레스콧은 1783년에서 1789년 사이의 미국 역사를 "미국의 위기 시대"라는 문구를 처음 적용한 역사가가 되었다. 이 문구는 1888년 존 피스크의 저서 <미국 역사의 위기 시대>를 통해 대중화되었다. 피스크의 "위기 시대"라는 용어는 미국이 더 강력한 중앙 정부를 수립할지 아니면 완전히 주권적인 개별 국가로 분열될지를 결정하는 이 시대의 중요성을 나타낸다. 따라서 "위기 시대"라는 용어는 연합규약에 대한 연방주의자의 비판을 암묵적으로 받아들인다. 다른 역사가들은 1781년에서 1789년 사이의 미국 역사를 묘사하기 위해 "연합 시대"라는 대안적인 용어를 사용했다.
포레스트 맥도널드와 같은 역사가들은 1780년대가 경제적, 정치적 혼란의 시기였다고 주장했다. 그러나 메릴 젠슨을 포함한 다른 역사가들은 1780년대가 실제로는 비교적 안정적이고 번영했던 시기였다고 주장했다. 고든 우드는 혁명의 이상과 새로운 국가에 유토피아적 사회를 가져올 것이라는 생각이 사람들이 위기의 시대로 전락했다고 믿게 만들었다고 주장한다. 역사가 존 퍼링은 1787년에는 상대적으로 소수의 인구인 연방주의자들만이 이 시기를 "위기 시대"로 보았다고 주장한다. 마이클 클라만은 이 시기가 민주주의와 평등주의의 절정을 이루었으며, 1789년 헌법 비준을 보수적인 반혁명으로 본다.

## 같이 보기
- 프런티어
- 미국의 식민지 시대
- 미국 건국의 아버지
- 미국의 역사 (1776년~1789년)

### 인용된 작품
- Chandler, Ralph Clark (Winter 1990). 《Public Administration Under the Articles of Confederation》. 《Public Administration Quarterly》 13. 433–450쪽. JSTOR 40862257.
- Ferling, John (2003). 《A Leap in the Dark: The Struggle to Create the American Republic》. 옥스퍼드 대학교 출판부. ISBN 9780199728701.
- Ferling, John (2009). 《The Ascent of George Washington》. 블룸즈버리. ISBN 9781596914650.
- Herring, George (2008). 《From Colony to Superpower: U.S. Foreign Relations Since 1776》. 옥스퍼드 대학교 출판부.
- Lienesch, Michael (January 1983). 《Historical Theory and Political Reform: Two Perspectives on Confederation Politics》. 《The Review of Politics》 45. 94–115쪽. doi:10.1017/S0034670500040730. JSTOR 1407276. S2CID 145810387.
- Maier, Pauline (2010). 《Ratification: The People Debate the Constitution, 1787–1788》. 사이먼 & 슈스터.
- Middlekauff, Robert (2005). 《The Glorious Cause: the American Revolution, 1763–1789》. 옥스퍼드 대학교 출판부.
- Nettels, Curtis P. (1962). 《The Emergence of a National Economy, 1775–1815》. 루틀리지. 45–88쪽. ISBN 9781315496757. 2023년 1월 20일에 원본 문서에서 보존된 문서. 2019년 5월 27일에 확인함.
- Nugent, Walter (2008). 《Habits of Empire: A History of American Expansion》. 크놉. ISBN 978-1400042920.
- Taylor, Alan (2016). 《American Revolutions A Continental History, 1750–1804》. W. W. 노턴 & 컴퍼니.
- Vile, John (2005). 《The Constitutional Convention of 1787: A Comprehensive Encyclopedia of America's Founding, Volume 1》. ABC-CLIO.
- Wood, Gordon S. (1997). 《The Creation of the American Republic》. 노스캐롤라이나 대학교 출판부.
- Wood, Gordon S. (2002). 《The American Revolution》. 모던 라이브러리. ISBN 9780679640578.

## 추가 자료
- 비먼, 리처드; 보테인, 스티븐; 카터 2세, 에드워드 C., 편집. (1987). 《Beyond Confederation: Origins of the Constitution and American National Identity》. 노스캐롤라이나 대학교 출판부. ISBN 978-0-8078-1719-3.
- Billington, Ray Allen, and Martin Ridge. Westward Expansion: A History of the American Frontier (5th ed. 1982) pp 203–266. online
- Bouton, Terry. "The Trials of the Confederation." in by Edward G. Gray and Jane Kamensky, eds. The Oxford Handbook of the American Revolution (2012): 370–87.
- Coleman, Aaron N. The American Revolution, State Sovereignty, and the American Constitutional Settlement, 1765–1800 (2016, Lexington Books)
- Cress, Lawrence D. "Republican Liberty and National Security: American Military Policy as an Ideological Problem, 1783 to 1789," William and Mary Quarterly 38#1 (1981) pp. 73–96 online 보관됨 2020-03-26 - 웨이백 머신
- Ellis, Joseph J. (2015). 《The Quartet: Orchestrating the Second American Revolution, 1783–1789》. 알프레드 A. 크놉.
- Edling, Max (2003). 《A Revolution in Favor of Government: Origins of the U.S. Constitution and the Making of the American State》. 옥스퍼드 대학교 출판부.
- Fiske, John (2008년 12월 7일) [1888]. 《The Critical Period of American History》. 구텐베르크 프로젝트. EBook #27430. 2009년 6월 26일에 원본 문서에서 보존된 문서. 2016년 7월 19일에 확인함.
- Fleming, Thomas. The Perils of Peace: America's Struggle for Survival After Yorktown. New York: Collins, 2007.
- Holton, Woody (2008). 《Unruly Americans and the Origins of the Constitution》. 힐 앤 왕. ISBN 9780809080618.
- Jensen, Merrill. The New Nation: A History of the United States During the Confederation, 1781–1789 (1953).
- Klarman, Michael (2016). 《The Framers' Coup: The Making of the United States Constitution》. 옥스퍼드 대학교 출판부.
- Larson, Edward (2014). 《The Return of George Washington: Uniting the States, 1783–1789》. 하퍼콜린스.
- Morris, Richard B. (1987). 《The Forging of the Union, 1781–1789》. New York: 하퍼앤로우.
- Nevins, Allan. The American States During and After the Revolution, 1775–1789 (1927) online edition 보관됨 2012-05-24 - 웨이백 머신
- Rappleye, Charles (2010). 《Robert Morris: Financier of the American Revolution》. 사이먼 & 슈스터. ISBN 978-1-4165-7091-2.

### 외교
- Graebner, Norman A., Richard Dean Burns, and Joseph M. Siracusa. Foreign Affairs and the Founding Fathers: From Confederation to Constitution, 1776–1787 (Praeger, 2011)
- Herring, George (2008). From Colony to Superpower: U.S. Foreign Relations Since 1776 (2008)
- Horsman, Reginald. The diplomacy of the new republic, 1776–1815 (1985), a brief survey..
- Marks, Frederick W. Independence on Trial: Foreign Affairs and the Making of the Constitution (2d ed. 1986)
- Marshall, Jonathan. "Empire or Liberty: The Antifederalists and Foreign Policy, 1787–1788," Journal of Libertarian Studies 4#3 (Summer 1980). 233–54 online 보관됨 2019-04-12 - 웨이백 머신
- Nordholt, Jan Willem Schulte. "John Adams Is Still with Us." New England Quarterly (1993): 269–274. online 보관됨 2021-08-21 - 웨이백 머신 Adams as the minister in the Netherlands succeeded in securing diplomatic recognition.
- Perkins, Bradford, et al. The Cambridge History of American Foreign Relations: Volume 1, The Creation of a Republican Empire, 1776–1865. Vol. 1. (1995).
- Varg Paul. Foreign Policies of the Founding Fathers (1970)
- Weeks, William Earl. "New Directions in the Study of Early American Foreign Relations." Diplomatic History 17.1 (1993): 73–96, historiography

### 주요 자료
- Mary A. Giunta et al. eds. Documents of the : US Foreign Relations, 1775–1789 (1998), a selection from a multi-volume edition, The Emerging Nation: A Documentary History of the Foreign Relations of the United States Under the Articles of Confederation, 1780–1789 (3 vol 1998)